# Centre Block
Het Centre Block (Frans: Édifice du Centre) is het hoofdgebouw van het Canadees Parlement en is gelegen op Parliament Hill in Ottawa, Canada.

## Geschiedenis

### Eerste gebouw
In 1859 werd er begonnen met de bouw van het eerste parlementsgebouw dat was ontworpen door architect Thomas Fuller en zijn vrouw Chillon James. Op 1 september 1860 werd de eerste steen gelegd door kroonprins Albert Eduard van het Verenigd Koninkrijk. Na zes jaar werden de eerste vergaderingen van het Canadees Parlement in het gebouw gehouden. Het steenwerk van het eerste gebouw was versierd met gebladerte, beeldhouwwerken van (mythische) beesten en de emblemen van Frankrijk, Engeland, Schotland en Ierland. Het gebouw was verder voorzien van hoektorens en pirons en met als grote blikvanger de Victoria Tower.
Na de vorming van de Canadese Confederatie breidde het land zich uit met grote nieuwe gebieden en ten gevolge daarvan werd tussen 1906 en 1914 het Centre Block verder uitgebreid om ook ruimte te kunnen bieden aan de vertegenwoordigers van de nieuwe provincies. Op 3 februari 1916 brak er een grote brand uit in de leeszaal van het parlementsgebouw. Het parlement, dat die avond zitting had, wist zich in veiligheid te brengen. Binnen twaalf uur wist de brand heel het gebouw te vernietigen. Slechts de Library of Parliament bleef overeind staan. Slechts een parlementariër kwam tijdens de brand om het leven: Bowman Brown Law.

### Herbouw
Vrijwel onmiddellijk begon men met de herbouw van het parlement. Het ontwerp was afkomstig van John A. Pearson en Jean-Omer Marchand die zoveel mogelijk zich hadden vastgehouden aan het oorspronkelijke ontwerp, maar ditmaal ook met toevoegingen in de stijl van beaux-arts. Op 1 september 1916 werd de eerste steen gelegd door de toenmalige gouverneur-generaal, Arthur van Connaught en Strathearn. Gedurende de bouw van het parlementsgebouw hield het parlement zitting in het Canadian Museum of Nature.
Op 26 januari 1920 kwam het parlement voor het eerst bij elkaar in het nieuwe Centre Block dat geopend werd door gouverneur-generaal Victor Cavendish. Er werd echter nog steeds gewerkt aan verschillende kamers en gangen die voorzien werden van decoratieve elementen. Het gebouw werd officieel voltooid op 1 juli 1927.

### Recente geschiedenis
In de loop van de twintigste en eenentwintigste eeuw was het gebouw enkele malen het toneel van mislukte terreuracties. Op 18 mei 1966 blies Paul Joseph Chartier zich bij het toilet af en hierbij kwam alleen hij om het leven. Charles Yacoub kaapte een bus van Greyhound en reed die naar Parliament Hill waar de gijzeling van de reizigers in bus aanhield tot dat Yacoub zich overgaf. Ten slotte was het Centre Block de locatie van een schietpartij op 22 oktober 2014 die twee levens kostte.

## Galerij

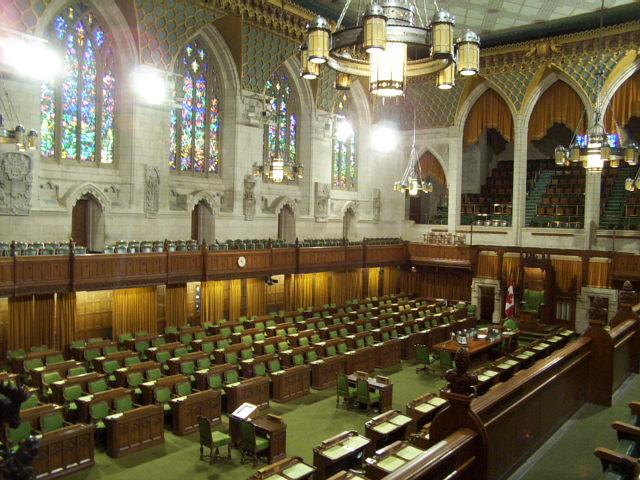
Zaal van het Lagerhuis
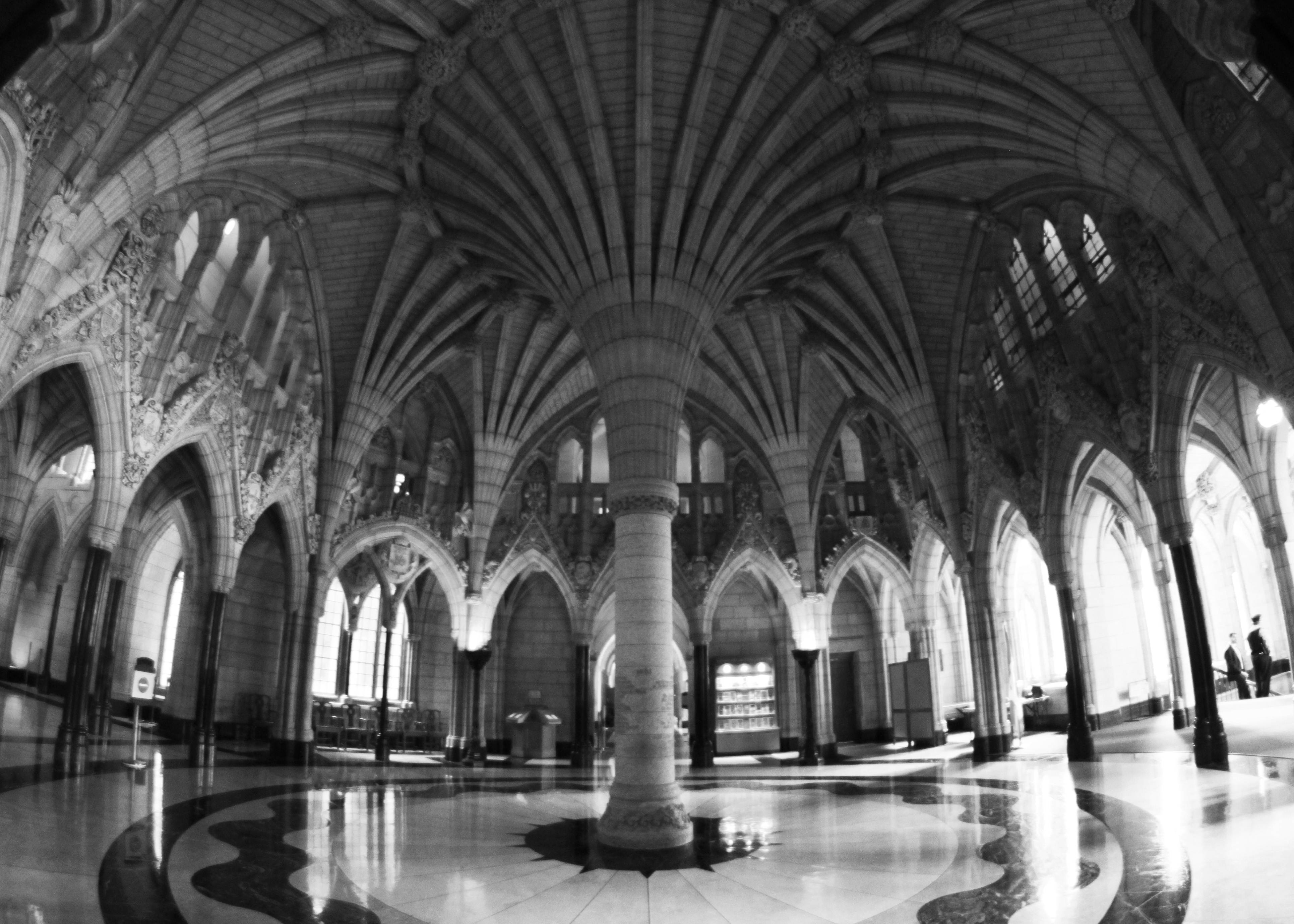
Confederation Hall